# Tomislav Vuković
Tomislav Vuković (Subotica, 1955.), hrvatski je novinar, teolog i kršćanski publicist iz Vojvodine. 

## Životopis
Tomislav Vuković rođen je 1955. godine u Subotici. U rodnoj Subotici završio je osnovnu i srednju školu. Nakon gimnazije odlazi studirati u Zagreb, gdje je diplomirao na Teološkom fakultetu, a studirao je i na Filozofskom fakultetu.
Od 1989. godine uz manje prekide bavi se novinarstvom. Surađivao je s većim brojem listova, kao što su Danas, Duh zajedništva (glasilu župe sv. Mihaela arkanđela u zagrebačkoj Dubravi), Fokus, Hrvatsko slovo, budimpeštanski Hrvatski glasnik, subotička Hrvatska riječ, Večernji list, Vjesnik i Subotičke novine. Danas radi u Glasu Koncila.
Pod svojim imenom priredio je i objavio knjigu Srpska pravoslavna crkva i Srbija u II. svjetskom ratu koja je objavljena kao podlistak u Glasu Koncila početkom 1990. godine u dogovoru s Ljubicom Štefan od materijala kojeg je ona poslala iz Beograda. Umjesto Ljubice Štefan potpisao je knjigu Mozaik izdaje, izdatu od Hrvatskog književnog društva sv. Ćirila i Metoda u Zagrebu 1991. godine.

## Djela
Neka djela i članke je potpisivao pseudonimom Stipan Bunjevac.
- Pregled srpskog antisemitizma, Alatir, Zagreb, 1992., (zajedno s Ljubicom Štefan, potpisanom pseudonimom Edo Bojović)
- El antisemitismo historico de Serbia, Buenos Aires, 1998., (zajedno s Ljubicom Štefan).[3]
- Hrvatska njima usprkos, (zbirka članaka), Tonimir, Varaždinske Toplice, 2005.
- Drugačija povijest (o Srbu, Jasenovcu, Glini...), Glas Koncila, Zagreb, 2012.[4]
- Kako je nastao mit: (o 20.101 ubijenom djetetu u jasenovačkome logoru), Glas Koncila, Zagreb, 2016.
- Stvarni Jasenovac (Društvo za istraživanje trostrukog logora Jasenovac, Zagreb, 2022.) ISBN 9789535856535

## Nagrade
- 2012.: Nagrada Ljubica Štefan za knjigu Drugačija povijest (o Srbu, Jasenovcu, Glini...).[5]
- 2015.: Nagrada za životno djelo Hrvatskog društva katoličkih novinara za višedesetljetno publicističko djelovanje i trag koji je ostavio istraživačkim novinarstvom, posebice feljtonima "Drugačija povijest".[6]

## Vanjske poveznice
- Zvonik, br. 133/2005.  Arhivirana inačica izvorne stranice od 5. ožujka 2016. (Wayback Machine) Tomislav Vuković: Hrvatska njima usprkos, studeni 2005.